# Демократичний рух малагасійського оновлення
Демократичний рух малагасійського оновлення (фр. Mouvement démocratique de la rénovation malgache) — політична організація, що ставила за мету здобути спочатку автономію, а потім й незалежність Мадагаскару. Заснована 22 лютого 1946 у Парижі групою малагасійців, серед яких було двоє депутатів французького парламенту. Після невдалого національно-визвольного повстання 1947 року, керівників партії (включаючи й депутатів) було заарештовано та засуджено до страти (смертну кару замінили на тривале ув'язнення). Партію було розпущено 10 травня 1947.